# Giovanna Fratellini
Giovanna Fratellini (Florence, 1666 – aldaar 18 april 1731) was een Italiaanse kunstschilder uit de barokperiode.

## Biografie
Ze werd als Giovanna Marmocchini Cortesi geboren en verkreeg haar training van Lieven Mehus en Pietro Dandini. Ze werd door haar oom geïntroduceerd aan het hof van groothertogin Vittoria della Rovere waar ze verder geschoold in miniatuurschilderen en pastel. In 1684 huwde ze met Giuliano Fratellini met wie ze een zoon kreeg. In 1706 accepteerde de Florentijnse Accademia del disegno en in 1710 werd ze een volledig lid.

## Werk
Fratellini werkte met pastel, olie, glazuur, miniatuur en kalk. Ze kreeg opdrachten van Cosimo III de' Medici, Ferdinando de' Medici, Violante Beatrix van Beieren om de vele mannen en vrouwen aan het hof te portretteren en gaf al haar portretten de "tederheid en de warmte van het leven". In 1719 kreeg ze van Violante Beatrix de opdracht om Maria Clementina Sobieska, de vrouw van Jacobus Frans Eduard Stuart, in Bologna te portretteren. Vanuit Bologna reisde ze door naar Venetië om de tante van Maria Clementina te schilderen, Theresia Kunigunde Sobieska. Later huurde Jacobus haar in voor portretten van zijn kinderen.